# Radafaxin
Radafaxin ist ein selektiver Noradrenalin-Dopamin-Wiederaufnahmehemmer (NDRI), der von GlaxoSmithKline ursprünglich zur Behandlung des Restless-Legs-Syndroms entwickelt wurde. Allerdings wurde die Entwicklung 2006 wegen schlechter Testergebnisse eingestellt.

## Chemie und Stereoisomerie
Radafaxin ist enantiomerenrein und ist ein Metabolit des Arzneistoffes Bupropion (Racemat). Die Wirkungen von Radafaxin beim Menschen ähneln denen des Bupropions.
In Fertigarzneimitteln wird das Hydrochlorid eingesetzt.

## Pharmakologische Eigenschaften
Radafaxin blockiert die Wiederaufnahme von Dopamin mit 70 % der Effizienz von Bupropion und Noradrenalin mit 392 % der Effizienz.
In klinischen Studien wurde die Wirksamkeit von Radafaxin zur Behandlung von Depressionen, Adipositas und neuropathische Schmerzen untersucht. Hierbei hatte sich herausgestellt, dass sich Radafaxin im Gegensatz zu Bupropion besser zur Behandlung von Schmerzen und Müdigkeit eignet, was wohl mit der stärkeren Wiederaufnahmehemmung des Botenstoffes Noradrenalin zusammenhängt dürfte.
Ähnlich wie Bupropion soll auch Radafaxin nur ein geringes Missbrauchspotential haben.